# Annie Guglia
Annie Guglia est une skateuse canadienne, née le 15 novembre 1990 à Montréal.

## Biographie
Annie Guglia a débuté la planche à roulettes avec son frère lorsqu’elle était pré-adolescente. Aujourd’hui, elle est planchiste professionnelle et elle est commanditée entre autres par Vans. Elle a étudié en administration et a complété sa maitrise en 2017.

### Jeux olympiques de Tokyo
Depuis que l’introduction de la planche a été annoncée aux Jeux olympiques, Annie Guglia a choisi de poursuivre ce rêve. Lorsque la COVID-19 a frappé, les compétitions se sont arrêtées alors qu’elle était la Canadienne la mieux classée. La sélection se fonde sur une liste de 19 athlètes, qualifiés par l’intermédiaire des Championnats du monde ou du classement mondial. Reportés à l’été 2021, les Jeux olympiques de Tokyo reçoivent le skateboard pour la première fois. Elle s'y rend en tant que réserviste avant d'être intégrée dans la compétition à la suite de la blessure d'une autre planchiste. Elle termine 19e des qualifications, n'accédant pas à la finale.

### Vie privée
Elle est ouvertement lesbienne.